# Pukhan (řeka)
Pukhan (korejsky 북한강 – Pukhangang) je řeka na Korejském poloostrově, jedna ze zdrojnic Hangangu. Je 325 kilometrů dlouhá a její povodí má rozlohu 11 343 čtverečních kilometrů, z toho 7788 čtverečních kilometrů na území Jižní Koreje.
Pramení nedaleko hory Kŭmgangsan v pohoří Tchebek na území severokorejské provincie Kangwon. Posléze zamíří k jihu, po překročení Korejského demilitarizovaného pásma protéká Jižní Koreou přes provincii Kangwon do provincie Kjonggi, kde jejím soutokem s řekou Namhan vzniká Hangang.